# ФК Алтин Асир
ФК Алтин Асир  је  фудбалски клуб из Ашхабада у Туркменистан, који се такмичи у  Мајор Леагуе Туркменистан. Своје утакмице игра на Копетдаг стадиону капацитета 25.000 гледалаца. Клуб је основан 2008.